# Calixto Gas
Calixte Gas Caire (* 21 de agosto de 1890, Jausiers, Bajos Alpes, Francia – † 4 de noviembre de 1918, Staden, Bélgica) fue un comerciante y deportista francés, reconocido por ser uno de los fundadores del Unión Football Club, equipo que en 1906 sentaría las bases del fútbol en el occidente de México y tiempo después se convertiría en el Club Deportivo Guadalajara.

## Biografía
Calixte nace el 21 de agosto de 1890 en el pueblo de Jausiers, departamento de Bajos Alpes, Francia, siendo el primer hijo del matrimonio formado por Jean Baptiste Gas y Marie Antoinette Caire, quienes habían contraído nupcias el 13 de noviembre de 1889. Tuvo cuatro hermanas, Marie nacida en 1893, Josephine de 1894, Rosa de 1896 y Jeanne de 1899.
Al vivir en un pueblo Barcelonnette, creció con la idea de que en México se podía obtener una gran riqueza de manera fácil. Motivado por historias de éxito como la de los hermanos Arnaud, Eugène  Caire y Alphonse Jauffred, Calixto atendió el llamado de su tío Antonio Gas, quien había migrado a México en 1880 y necesitaba un empleado para su tienda de Guadalajara, Jalisco, por lo que decide migrar hacia América. 

### Unión Football Club
Llega a Guadalajara en 1904 y es empleado por los almacenes de "La Ciudad de México", para trabajar en la industria textil como comerciante y vendedor. En dicho establecimiento conoce a Edgard Everaert, un joven de origen belga con quien establece una gran amistad. Gracias a la afición de ambos por el fútbol, deciden formar un equipo para practicar este deporte y pasar su tiempo libre, es así como en el año de 1906 nace el Unión Football Club.

### Primera Guerra Mundial
Al estallar la Primera Guerra Mundial, Calixto al igual que muchos jóvenes franceses radicados en la ciudad de Guadalajara, deciden atender el llamado de la madre patria y emprender el viaje hacia los campos de guerra. Perteneciente a la clase de 1910, fue oficialmente incorporado al ejército francés el 8 de octubre de 1912.
Durante una parte de la guerra fue designado como soldado raso y se asignó al 159 regimiento de infantería. Participó en varias campañas, siendo el año de 1914 donde vio más acción. Tiempo después, pasó a ocupar puestos de oficina, como secretario de generales. Su última campaña fue el 30 de octubre de 1918.

### Muerte
Murió el 4 de noviembre de 1918 en el pueblo de Staden, Bélgica, en el hospital de evacuación HOE 37/1 (Belgique hôpital d'evacuation no.37) por una enfermedad contraída durante su servicio en la gran guerra.
Su cuerpo llegó a la ciudad de Guadalajara el 1 de diciembre de 1918, donde finalmente fue sepultado. Su nombre aparece en el monumento a los emigrantes franceses que murieron por Francia en la Primera Guerra Mundial, el cual se encuentra en la sección francesa del Panteón de Mezquitán de la ciudad de Guadalajara. Dicho monumento fue diseñado en 1920 por el arquitecto Luis Prieto y Souza y su construcción fue iniciada en 1922.